# Okręg wyborczy Twickenham
Okręg wyborczy Twickenham powstał w 1918 i wysyła do brytyjskiej Izby Gmin jednego deputowanego. Okręg obejmuje zachodnią część London Borough of Richmond.

## Deputowani do brytyjskiej Izby Gmin z okręgu Twickenham
| Wybory | Deputowany              | Partia               |
| ------ | ----------------------- | -------------------- |
| 1918   | William Joynson-Hicks   | Partia Konserwatywna |
| 1929   | John Ferguson           | Partia Konserwatywna |
| 1932   | Hylton Murray-Philipson | Partia Konserwatywna |
| 1934   | Alfred Critchley        | Partia Konserwatywna |
| 1935   | Edward Keeling          | Partia Konserwatywna |
| 1955   | Gresham Cooke           | Partia Konserwatywna |
| 1970   | Toby Jessel             | Partia Konserwatywna |
| 1997   | Vince Cable             | Liberalni Demokraci  |
| 2015   | Tania Mathias           | Partia Konserwatywna |
| 2017   | Vince Cable             | Liberalni Demokraci  |